# Список депутатов Верховного Совета БАССР 5-го созыва
Депутаты Верховного Совета БАССР пятого созыва (223 депутатов)
Верховный Совет Башкирской АССР был образован согласно Конституции БАССР 1937 года. Верховный Совет Башкирской АССР является высшим органом государственной власти в Башкирской АССР, правомочным решать все вопросы, отнесенные Конституцией СССР, Конституцией РСФСР и Конституцией Башкирской АССР к ведению Башкирской АССР. Деятельность Верховного Совета Башкирской АССР основывается на коллективном, свободном, деловом обсуждении и решении вопросов, гласности, регулярной отчетности перед Верховным Советом Башкирской АССР создаваемых им органов, широком привлечении граждан к управлению государственными и общественными делами, постоянном учете общественного мнения.
Осуществление Верховным Советом Башкирской АССР своих полномочий строится на основе активного участия в его работе каждого депутата Верховного Совета Башкирской АССР. Депутат осуществляет свои полномочия, не порывая с производственной или служебной деятельностью.
До 1970-х годов Верховный Совет Башкирской АССР размещался по адресу: БАССР, г. Уфа, ул. Пушкина, д. 106.
Список депутатов Верховного Совета БАССР пятого созыва:
- Тимергазин, Кадыр Рахимович, Председатель Верховного Совета БАССР, Радищевский избирательный округ № 6, г. Уфа
- Столярова, Екатерина Тимофеевна, заместитель Председателя Верховного Совета БАССР, Серафимовский избирательный округ № 192, Туймазинский район
- Кадыров, Вали Кабирович, заместитель Председателя Верховного Совета БАССР, Старо-Калмашевский избирательный округ № 208, Чекмагушевский район
- Абдрахманов, Барей Абдрахманович, Чекмагушевский избирательный округ № 206, Чекмагушевский район
- Абдуллина, Карима Мухамедьяровна, Языковский избирательный округ № 104, Благоварский район
- Абдюшева, Магира Абдрахмановна, Пугачевский избирательный округ № 203, Федоровский район
- Абубакирова, Фаузия Ахметсагитовна, Больше-Устьикинский избирательный округ № 168, Мечетлинский район
- Акназаров, Зекерия Шарафутдинович, Урмиязовский избирательный округ № 73, Аскинский район
- Акшумов, Николай Павлович, Строительный избирательный округ № 34, г. Белебей
- Алибаев, Хамит Галеевич, Шахтерский избирательный округ № 45, г. Кумертау
- Алмаев, Гата Нуруллович, Ермекеевский избирательный округ № 126, Ермекеевский район
- Аминев, Ахмет Гатаевич, Рсаевский избирательный округ № 137, Илишевский район
- Андреева, Мария Михайловна, Заводской избирательный округ № 13, г. Уфа
- Астапова, Мария Кузьминична, Кармаскалинский избирательный округ № 146, Кармаскалинский район
- Астафьева, Елена Демьяновна, Бижбулякский избирательный округ № 96, Бижбулякский район
- Ахмадеев, Мухамет Шайхутдинович, Ангасякский избирательный округ № 123, Дюртюлинский район
- Ахмерова, Разия Бахтияровна, Мраковский избирательный округ № 154, Кугарчинский район
- Ашин, Алексей Дмитриевич, Белебеевский избирательный округ № 33, г. Белебей
- Байрамова, Минсылу Миннибаевна, Рудничный избирательный округ № 55, г. Сибай
- Байрушин, Михаил Александрович, Мишкинский избирательный округ № 170, Мишкинский район
- Батыев, Газиз Галимханович, Баишевский избирательный округ № 124, Дюртюлинский район
- Баязитов, Масхут Хайруллович, Агардинский избирательный округ № 103, Благоварский район
- Беляев, Трофим Тимофеевич, Бузовьязовский избирательный округ № 145, Кармаскалинский район
- Беляева, Надежда Николаевна, Первомайский избирательный округ № 60, г. Стерлитамак
- Бикбов, Сарвай Шайбакович, Туканский избирательный округ № 95, Белорецкий район
- Билалова, Фатима Дильмухаметовна, Ново-Артаульский избирательный округ № 218, Янаульский район
- Боброва, Мария Федоровна, Благовещенский сельский избирательный округ № 106, Благовещенский район
- Богачев, Василий Алексеевич, Краснохолмский избирательный округ № 141, Калтасинский район
- Бритов, Иван Григорьевич, Тирлянский избирательный округ № 39, г. Белорецк
- Быков, Федор Григорьевич, Старо-Базановский избирательный округ № 100, Бирский район
- Валеева, Бану Нургалиевна, Нижне-Карышевский избирательный округ № 85, Балтачевский район
- Валиев, Хадый Валиевич, Челкаковский избирательный округ № 111, Бураевский район
- Валиев, Самат Фаттахович, Курдымский избирательный округ № 188, Татышлинский район
- Валишин, Шариф Ахметович, Кшлау-Елгинский избирательный округ № 72, Аскинский район
- Васильев, Сергей Семенович, Кош-Елгинский избирательный округ № 98, Бижбулякский район
- Васючкова, Фекла Ивановна, Заводской избирательный округ № 38, г. Белорецк
- Вахитов, Гафур Шакурович, Юмагузинский избирательный округ № 215, Юмагузинский район
- Веретенников, Александр Павлович, Калтасинский избирательный округ № 139, Калтасинский район
- Воронинский Сергей Сергеевич, Уральский избирательный округ № 14
- Гадамшина, Сания Сагитовна, Бурзянский избирательный округ № 113, Бурзянский район
- Гадельшина Махтума Абдрахимовна, Толбазинский избирательный округ № 76, Аургазинский район
- Галето, Евдокия Степановна, Горьковский избирательный округ № 19, г. Уфа
- Галикеев, Габидулла Хакимович, Ишлинский избирательный округ № 75, Аургазинский район
- Галимов, Лукман Галимович, Янаульский избирательный округ № 220, Янаульский район
- Галяутдинов, Габдулла Галяутдинович, Ново-Нагаевский избирательный округ № 152, Краснокамский район
- Ганеева, Райса Хатмулловна, Леузинский избирательный округ № 150, Кигинский район
- Ганиев, Фаниль Ханифович, Каранский избирательный округ № 108, Буздякский район
- Гареев, Файзир Давлетгареевич, Ямадинский избирательный округ № 219, Янаульский район
- Гарифуллина Сайма Галихановна, Бирский сельский избирательный округ № 101, Бирский район
- Гатауллин, Шаих Мурзинович, Табынский избирательный округ № 117, Гафурийский район
- Гильванов, Ахмет-Султан Набиевич, Аделькинский избирательный округ № 87, Белебеевский район
- Григорьев, Захар Борисович, Советский избирательный округ № 36, г. Белорецк
- Давлетов, Нигмат Мурзагалеевич, Арслановский избирательный округ № 182, Стерлибашевский район
- Давыдов, Иван Владимирович, Инзерский избирательный округ № 70, Архангельский район
- Данилко, Георгий Петрович, Бирский городской избирательный округ № 99, Бирский район
- Дедюхина Евдокия Сидоровна, Бурибаевский избирательный округ № 205, Хайбуллинский район
- Еникеев, Исхак Исмагилович, Промысловый избирательный округ № 41, г. Ишимбай
- Еникеев, Нигмат Гимаевич, Шингак-Кульский избирательный округ № 212, Чишминский район
- Еремина, Варвара Ивановна, Максим-Горьковский избирательный округ № 88, Белебеевский район
- Еркеев, Идиатша Ахметшевич, Кузеевский избирательный округ № 109, Буздякский район
- Жданов, Анатолий Михайлович, Нарышевский избирательный округ № 46, г. Октябрьский
- Журавлев, Александр Константинович, Федоровский избирательный округ № 202, Федоровский район
- Загафуранов, Файзрахман Загафуранович, Сахаевский избирательный округ № 147, Кармаскалинский район
- Загидуллина Таскира Хабибуллиновна, Ново-Балтачевский избирательный округ № 207, Чекмагушевский район
- Захаров, Николай Иванович, Октябрьский избирательный округ № 47, г. Октябрьский
- Захаров, Егор Захарович, Чураевский избирательный округ № 171, Мишкинский район
- Зейде, Ефим Соломонович, Мавлютовский избирательный округ № 172
- Зуева, Антонина Михайловна, Аскинский избирательный округ № 71, Аскинский район
- Игдавлетов, Галимьян Ахмедович, Зилаирский избирательный округ № 130
- Изгин, Халит Бахтиярович, Ждановский избирательный округ № 9, г. Уфа
- Изгин, Закир Искандарович, Зилаирский избирательный округ № 130, Зилаирский район
- Искакова, Анастасия Искаковна, Кельтеевский избирательный округ № 140, Калтасинский район
- Исмагилов, Загир Гарипович, Исянгуловский избирательный округ № 128, Зианчуринский район
- Исхаков, Мидхат Нурисламович, Иглинский избирательный округ № 132, Иглинский район
- Ишмухаметов, Рауль Ахметгареевич, Центральный избирательный округ № 53, г. Салават
- Кабанов, Алексей Федорович, Западный избирательный округ № 58, г. Стерлитамак
- Калимуллин, Кавый Каррамович, Краснознаменский избирательный округ № 61, г. Стерлитамак
- Камалов, Хамис Камалович, Кугарчинский избирательный округ № 153, Кугарчинский район
- Каменев, Петр Ильич, Мавлютовский избирательный округ № 172, Мишкинский район
- Карамышев, Лутфулла Гибадуллич, Наурузовский избирательный округ № 201, Учалинский район
- Кашапов, Мидхат Кашапович, Айбулякский избирательный округ № 217, Янаульский район
- Кирамитдинова, Мадина Фахритдиновна, Тубинский избирательный округ № 79, Баймакский район
- Клементьев, Василий Александрович, Ленинский избирательный округ № 7, г. Уфа
- Кляшева, Анна Яковлевна, Матросовского избирательный округ № 32, г. Уфа
- Князева, Надежда Ивановна, Симферопольский избирательный округ № 28, г. Уфа
- Кожин, Иван Акимович, Кудеевский избирательный округ № 134, Иглинский район
- Корлольков, Василий Герасимович, Приютовский избирательный округ № 35, г. Белебей
- Корнеев, Виталий Ефимович, Восточный избирательный округ № 62, г. Стерлитамак
- Крук Фания Жановна, Архангельский избирательный округ № 69, Архангельский район
- Крупеня Василий Никитич, Михайловский избирательный округ № 185, Стерлитамакский район
- Кудашев, Сайфи Фаттахович, Янгискаинский избирательный округ № 116, Гафурийский район
- Кузнецов, Константин Петрович, Николо-Березовский избирательный округ № 151, Краснокамский район
- Кузнецова, Анастасия Яковлевна, Зирганский избирательный округ № 167, Мелеузовский район
- Кулагина Жанна Михайловна, Фрунзенский избирательный округ № 2, г. Уфа
- Кулак Надежда Ксенофонтовна, Дзержинский избирательный округ № 31, г. Уфа
- Кутушев, Наиль Муллаянович, Шариповский избирательный округ № 157, Кушнаренковский район
- Латыпов, Гакиль Ильясович, Акъярский избирательный округ № 204, Хайбуллинский район
- Латыпова, Лидия Александровна, Володарский избирательный округ № 12, г. Уфа
- Левченко, Лев, Захарович, Старо-Куручевский избирательный округ № 82, Бакалинский район
- Лукманов, Сабир Закирьянович, Менеуз-Тамакский избирательный округ № 175, Миякинский район
- Лукманова, Габида Нурисламовна, Абдрашитовский избирательный округ № 68, Альшеевский район
- Любушкин, Виктор Васильевич, Центральный избирательный округ № 54, г. Сибай
- Максимова, Галина Николаевна, Кировский избирательный округ № 3, г. Уфа
- Маннанова, Магира Шакировна, Зириклинский избирательный округ № 214, Шаранский район
- Марданшина Ляйля Ханиповна, Нефтепромысловый избирательный округ № 49, г. Октябрьский
- Мастрюков, Степан Андреевич, Железнодорожный избирательный округ № 59, г. Стерлитамак
- Мелентьева, Анастасия Андреевна, Ташбулатовский избирательный округ № 64, Абзелиловский район
- Мешавкина Елена Андреевна, Дуванский избирательный округ № 121, Дуванский район
- Мигранов, Раис Хадыевич, Отрадинский избирательный округ № 159, Куюргазинский район
- Михайлов, Яков, Ермолаевич, Бишкаинский избирательный округ № 74, Аургазинский район
- Мордовец Валентина Поликарповна, Трунтаишевский избирательный округ № 66, Альшеевский район
- Мубаряков, Арслан Котлыахметович, Лемез-Тамакский избирательный округ № 169, Мечетлинский район
- Мулюкова, Минигуль Хайрулловна, Преображенский избирательный округ № 184, Стерлитамакский район
- Муратшина Сайма Байрамгалеевна, Калининский избирательный округ № 27, г. Уфа
- Мухамедьярова, Разия Идрисовна, Серменевский избирательный округ № 93, Белорецкий район
- Мухаметшин, Закир Фазылович, Ново-Балтачевский избирательный округ № 86, Балтачевский район
- Мухитова, Магира Шарафуллиновна, Кушнаренковский избирательный округ № 155, Кушнаренковский район
- Мякиннова, Анна Степановна, Усень-Ивановский избирательный округ № 89, Белебеевский район
- Набиуллин, Валей Габеевич, Байкибашевский избирательный округ № 143, Караидельский район
- Назиров, Шариф Нигаматович, Затонский избирательный округ № 11, г. Уфа
- Накеев, Агля Рахманович, Сибайский совхозный избирательный округ № 80, Баймакский район
- Нафиков, Фасхутдин, Ялалетдинович, Миякинский избирательный округ № 173, Миякинский район
- Нафиков, Валей Валеевич, Ново-Кулевский избирательный округ № 177, Нуримановский район
- Нигмаджанов, Гильман Вильданович, Туймазинский-Южный избирательный округ № 190, Туймазинский район
- Низамутдинов, Мигран Вильданович, Красноключевский избирательный округ № 176, Нуримановский район
- Никифорова, Анна Карповна, Нефтезаводской избирательный округ № 23, г. Уфа
- Новиков, Михаил Михайлович, Новаторский избирательный округ № 24, г. Уфа
- Новикова, Клавдия Ивановна, Левобережный избирательный округ № 42, г. Ишимбай
- Нугуманов, Микаил Исраевич, Аскаровский избирательный округ № 63, Абзелиловский район
- Нуриев, Зия Нуриевич, Баймакский сельский избирательный округ № 78, Баймакский район
- Нурыева, Фаима Ахуновна, Насибашевский избирательный округ № 181, Салаватский район
- Овчаренко, Василий Моисеевич, Октябрьский избирательный округ № 37, г. Белорецк
- Овчаров, Тимофей Иванович, Орджоникидзевский избирательный округ № 20, г. Уфа
- Орешина Александра Германовна, Заводской избирательный округ № 50, г. Салават
- Ососкова, Ксения Афанасьевна, Шакшинский избирательный округ № 197, Уфимский район
- Островский Николай Григорьевич, Первомайский избирательный округ № 21, г. Уфа
- Павлов, Федор Максимович, Давлекановский избирательный округ № 120, Давлекановский район
- Пакуев, Григорий Михайлович, Мелеузовский избирательный округ № 164, Мелеузовский район
- Петрова, Маснавия Хурматовна, Строительный избирательный округ № 25, г. Уфа
- Пиксаева, Зоя Михайловна, Буздякский избирательный округ № 107, Буздякский район
- Плясунова, Клавдия Ильинична, Нуримановский избирательный округ № 178, Нуримановский район
- Погребнов, Николай Петрович, Ухтомский избирательный округ № 18, г. Уфа
- Политавкина Анастасия Ивановна, Красноусольский избирательный округ № 114, Гафурийский район
- Поляков, Михаил Алексеевич, Кармалы-Губеевский избирательный округ № 194, Туймазинский район
- Попков, Потап Емельянович, Маяковский избирательный округ № 16, г. Уфа
- Попова, Елена Дмитриевна, Старо-Уфимский избирательный округ № 5, г. Уфа
- Порозов, Алексей Яковлевич, Благовещенский городской избирательный округ № 105, Благовещенский район
- Приходько, Александр Никифорович, Месягутовский избирательный округ № 122, Дуванский район
- Пустарнаков, Владимир Гаврилович, Воскресенский избирательный округ № 165, Мелеузовский район
- Ракаева, Нагима Гаффаровна, Стерлибашевский избирательный округ № 183, Стерлибашевский район
- Рахманов, Талгат Лутфуллович, Андреевский избирательный округ № 138, Илишевский район
- Рогалёв, Петр Леонтьевич, Демский избирательный округ № 17, г. Уфа
- Розанов, Николай Константинович, Петровский избирательный округ № 161, Макаровский район
- Сабитов, Маргам Карамович, Салаватский избирательный округ № 180, Салаватский район
- Сабуров, Владимир Александрович, Услинский избирательный округ № 186, Стерлитамакский район
- Садыкова, Магуза Садыковна, Мрясимовский избирательный округ № 144, Караидельский район
- Сайранов, Хайдар Сайранович, Аксеновский избирательный округ № 67, Альшеевский район
- Саитбатталов, Сулейман Фахретдинович, Мустафинский избирательный округ № 83, Бакалинский район
- Саитов, Хамит Шагибакович, Центральный избирательный округ № 40, г. Ишимбай
- Саитов, Хайдар Мухаметгарифович, Ахмеровский избирательный округ № 162, Макаровский район
- Салихзянов, Сафук Салихзянович, Кандринский избирательный округ № 193, Туймазинский район
- Санникова, Елена Анисимовна, Бакалинский избирательный округ № 81, Бакалинский район
- Сатаев, Ахмет Карамеевич, Поляковский избирательный округ № 200, Учалинский район
- Сафин, Зуфар Гафурович, Караидельский избирательный округ № 142, Караидельский район
- Сафина Гульжиган Хасановна, Аслыкульский избирательный округ № 118, Давлекановский район
- Сафонов, Петр Федорович, Верхне-Авзянский избирательный округ № 94, Белорецкий район
- Седов, Валентин, Сергеевич, Уральский избирательный округ № 14, г. Уфа
- Скачков, Виктор Иванович, Раевский избирательный округ № 65, Альшеевский район
- Слобода Анна Григорьевна, Кальтовский избирательный округ № 133, Иглинский район
- Смирнова, Валентина Алексеевна, Араслановский избирательный округ № 210, Чишминский район
- Соколов, Василий Григорьевич, Мало-Учалинский избирательный округ № 199, Учалинский район
- Солдаткина Нина Петровна, Ленинский избирательный округ № 43, г. Кумертау
- Станотин, Иван Степанович, Южный избирательный округ № 57, г. Стерлитамак
- Стрижов, Михаил Васильевич, Покровский избирательный округ № 179, Покровский район
- Сулейманов, Шариф Сулейманович, Старо-Тукмаклинский избирательный округ № 156, Кушнаренковский район
- Сунагатуллин, Байми Валикаевич, Промышленный избирательный округ № 26, г. Уфа
- Тагирова, Бика Габбасовна, Сталинский избирательный округ № 8, г. Уфа
- Тартыков, Садык Насретдинович, Бик-Кармалинский избирательный округ № 119, Давлекановский район
- Тверитинов, Иван Дмитриевич, Интернациональный избирательный округ № 29, г. Уфа
- Тимченко, Григорий Матвеевич, Ермолаевский избирательный округ № 158, Куюргазинский район
- Тишина, Анастасия Федоровна, Нижегородский избирательный округ № 10, г. Уфа
- Толмачев, Анатолий Алексеевич, Денисовский избирательный округ № 166, Мелеузовский район
- Торшин, Александр Павлович, Комсомольский избирательный округ № 48, г. Октябрьский
- Туктарова, Миникамал Нуриахметовна, Таймасовский избирательный округ № 160, Куюргазинский район
- Турупкулов, Салихъян Нугманович, Абзановский избирательный округ № 129, Зианчуринский район
- Уметбаев, Рамазан Гимранович, Баймакский городской избирательный округ № 77, Баймакский район
- Ураев, Петр Васильевич, Аитовский избирательный округ № 97, Бижбулякский район
- Уразбахтин, Нурулла Хабибрахманович, Яныбаевский избирательный округ № 91, Белокатайский район
- Усманаева, Зайнаб Мухамедгалеевна, Ульяновский избирательный округ № 22, г. Уфа
- Усманов, Галлям Мугаллимович, Инзерский избирательный округ № 92, Белорецкий район
- Фаррахова, Савия Миннигалимовна, Дюртюлинский избирательный округ № 125, Дюртюлинский район
- Фаршатов, Рашит Хаматсалихович, Железнодорожный избирательный округ № 15, г. Уфа
- Фаткуллина Зайтуна Хановна, Учалинский избирательный округ № 198, Учалинский район
- Феоктистов, Василий Степанович, Шаранский избирательный округ № 213, Шаранский район
- Фролов, Александр Васильевич, Кананикольский избирательный округ № 131, Зилаирский район
- Хазиева, Хуснизиган Файзрахмановна, Татышлинский избирательный округ № 187, Татышлинский район
- Халиков, Масгут Хабибрахманович, Октябрьский избирательный округ № 4, г. Уфа
- Халикова, Сафия Халиковна, Бураевский избирательный округ № 110, Бураевский район
- Халикова, Каттиян Шайхлисламовна, Старо-Суллинский избирательный округ № 127, Ермекеевский район
- Халикова, Марьям Фазыловна, Сайрановский избирательный округ № 163, Макаровский район
- Хаматнуров, Хамза Хаматнурович, Балтачевский избирательный округ № 84, Балтачевский район
- Хамитова, Балхия Газизовна, Городской избирательный округ № 52, г. Салават
- Хасанов, Абдрахман Файзрахманович, Воскресенский избирательный округ № 216, Юмагузинский район
- Хламушкин, Николай Степанович, Чишминский избирательный округ № 209, Чишминский район
- Хусаинова, Фарзана Лутфулловна, Сахарозаводской избирательный округ № 148, Кармаскалинский район
- Хуснутдинова, Рашида Гаязетдиновна, Советский избирательный округ № 1, г. Уфа
- Хуснутдинов, Гильмутдин, Фархутдинович, Ново-Троицкий избирательный округ № 211, Чишминский район
- Черепанов, Григорий Васильевич, Белокатайский избирательный округ № 90, Белокатайский район
- Черепенин, Андрей Григорьевич, Железнодорожный избирательный округ № 44, г. Кумертау
- Чурсин, Кузьма Гаврилович, Булгаковский избирательный округ № 195, Уфимский район
- Шакирьянов, Масгутьян Шакирьянович, Кигинский избирательный округ № 149, Кигинский район
- Шакирьянова, Вазиха Шакирьяновна, Верхне-Яркеевский избирательный округ № 136, Илишевский район
- Шамсутдинов, Аскат Ахметович, Саитбабинский избирательный округ № 115, Гафурийский район
- Шапошникова, Вера Васильевна, Дмитриевский избирательный округ № 196, Уфимский район
- Шафиков, Мухаррям Шафикович, Туймазинский-Северный избирательный округ № 189, Туймазинский район
- Шафиков, Габбас Фатх-Рахманович, Старо-Туймазинский избирательный округ № 191, Туймазинский район
- Якимов, Владимир Николаевич, Строительный избирательный округ № 51, г. Салават
- Якупов, Муллахан Хабибрахманович, Свердловский избирательный округ № 30, г. Уфа
- Янгуразов, Абдрахман Абдулкаримович, Юмакаевский избирательный округ № 112, Бураевский район
- Янтурина Гульчира Миннияровна, Миякибашевский избирательный округ № 174, Миякинский район
- Яппарова, Зайтуна Ибрагимовна, Центральный избирательный округ № 56, г. Стерлитамак
- Ярыжнова, Прасковья Александровна, Осиновский избирательный округ № 102, Бирский район
- Яхин, Нурис Ахметович, Улу-Телякский избирательный округ № 135, Иглинский район